# Дейтерий
Дейте́рий (лат. deuterium, от др.-греч. δεύτερος «второй»), тяжёлый водород, обозначается символами D и 2H — стабильный изотоп водорода с атомной массой, равной 2. Ядро (дейтрон) состоит из одного протона и одного нейтрона.
Открыт в 1932 году американским физико-химиком Гарольдом Юри. Природное содержание — 0,0115 ± 0,0070 %.

## Изотопные модификации соединений водорода
Соединения изотопов водорода практически не различаются по химическим свойствам, но различны   по своим физическим свойствам: температура плавления, кипения, вес. Молекула D2, состоит из двух атомов дейтерия. Вещество имеет следующие физические свойства:
- Температура плавления −254,5 °C (19,15 K).
- Температура кипения −249,5 °C (23,57K).
- Межъядерное расстояние 0,07416 нм[4].
- Энергия диссоциации (при 0K) 439,68 кДж/моль[4].

Содержание дейтерия в природном водороде — 0,011…0,016 ат.%[страница не указана 1021 день]. Так, в морской воде у берегов соотношение атомных концентраций [D]/[Н] составляет (1,55÷1,56)·10−4 (один атом дейтерия на 6410÷6450 атомов протия), в околоповерхностных водах — (1,32÷1,51)·10−4 (1:6600÷7600), в природном газе — (1,10÷1,34)·10−4 (1:7500÷9100).
По своим химическим свойствам соединения дейтерия имеют определённые особенности. Так, например, углерод-дейтериевые связи оказываются более «прочными», чем углерод-протиевые, из-за чего химические реакции с участием атомов дейтерия идут в несколько раз медленнее. Этим, в частности, обусловлена токсичность тяжёлой воды (вода состава D2O называется тяжёлой водой из-за большой разницы в массе протия и дейтерия).

## Получение
Мировое производство дейтерия — десятки тысяч тонн в год. Крупнейшими производителями тяжёлой воды в мире являются Индия, Китай и Иран. В промышленности для получения тяжелой воды (обогащения воды дейтерием) в своей основе служат процессы ионного обмена, в особенности Girdler Sulfide process, использующий изотопный обмен между водой и сероводородом или между водородом и аммиаком. Также используется многоступенчатый электролиз воды, ректификация жидкого водорода. При электролизе 100 л воды выделяется 7,5 мл 60-процентного D2O.
Содержание дейтерия в природной воде в 1,03 раза больше, чем в паре (это коэффициент разделения для данной смеси). Поэтому при неоднократном кипячении природной воды с постоянным добавлением новой к остатку кипячения в чайнике постепенно будет происходить накопление тяжелой воды. Однако очень медленное, поэтому даже при большом количестве повторений этого процесса содержание тяжелой воды не станет опасным для здоровья, вопреки предположению В. В. Похлёбкина в книге «Чай. Его типы, свойства, употребление», вышедшей в 1968 году. Академик Игорь Васильевич Петрянов-Соколов как-то подсчитал, сколько воды должно испариться из чайника, чтобы в остатке заметно повысилось содержание дейтерия. Оказалось, что для получения 1 литра воды, в которой концентрация дейтерия равна 0,15 %, то есть всего в 10 раз превышает природную, в чайник надо долить в общей сложности 2,1⋅1030 тонн воды, что в 300 млн раз превышает массу Земли.

## История открытия и изучения
Дейтерий был открыт в 1932 году Гарольдом Юри и его коллегами спектральным методом.
Резерфорд, недовольный предложенным открывателями названием «дейтон», предложил вариант названия — «диплоген», а ядро, соответственно, — «диплон».
Учёные высказывали гипотезу о существовании стабильных изотопов лёгких элементов ещё в 1913 году при изучении неона. Существование этих изотопов было доказано в 1920 году методом масс-спектрометрии. Правда, в то время преобладала теория, согласно которой изотопы различались числом «внутриядерных электронов» различных атомов элемента (нейтрон был открыт позже — в 1932 году). Измерения относительной атомной массы водорода дали значение, близкое к 1 а. е. м., которое равно массе протона. Поэтому предполагалось, что водород не может содержать внутриядерный электрон, иначе он скомпенсирует заряд ядра. Таким образом, считалось, что у водорода нет тяжёлых изотопов.
Дейтерий впервые был открыт химиком Гарольдом Юри, работавшим в Колумбийском университете в конце 1931 года. Фердинанд Брикведде, который помогал Юри, провёл дистилляцию пяти литров жидкого водорода, полученного в криогенном цикле. Брикведде работал в новой лаборатории низких температур, открытой в Национальном бюро стандартов и весов США (NIST). В результате объём жидкости составил 1 мл. Ранее такая же методика использовалась для наработки тяжелых изотопов неона. Техника испарения жидкого водорода позволила увеличить долю изотопа водорода с массой 2 до такой степени, чтобы его можно было надежно зарегистрировать методами спектроскопии.
15 июня 1933 года Юри, Мерфи и Брикведде направили письмо редактору научного журнала «The Journal of Chemical Physics», в котором предложили названия для изотопов водорода — протий (англ. protium), дейтерий (англ. deuterium) и тритий (англ. tritium; в случае его открытия, поскольку на тот момент тритий ещё не был открыт), в письме они отмечали, что произвели первые два названия от греческих слов «protos» («первый») и «deuteros» («второй»). В 1934 году Юри была присуждена Нобелевская премия по химии за открытие дейтерия.

## Применение
Наибольшие количества дейтерия применяются в атомной энергетике. Он обладает лучшими свойствами замедления нейтронов. В смеси с тритием или в соединении с литием-6 (гидрид лития 6LiD) применяют для термоядерной реакции в водородных бомбах. При взрыве происходят реакции:
{\displaystyle {\ce {D + D -> ^4He + \gamma,}}}
{\displaystyle {\ce {D + T -> n + ^4He}}}.
Также применяется в качестве меченого стабильного индикатора в химических, биологических и других лабораторных исследованиях и технике. Перспективным также представляется применение дейтерия (в смеси с тритием) для получения высокотемпературной плазмы, необходимой для осуществления управляемого термоядерного синтеза (см. проект ITER).
С некоторых пор дейтерий используется в медицине компаниями, разрабатывающими лекарства, которые с его помощью пытаются увеличить время метаболизма лекарства, то есть замедлить его вывод из организма, это замедление в модифицированных дейтерием лекарствах наблюдается благодаря первичному дейтериевому изотопному эффекту — уменьшению скорости реакции разрыва углерод-дейтериевых связей по сравнению с углерод-протиевыми.
Также дейтерий используется в нейтронных генераторах.